# Gabinet Eyschen

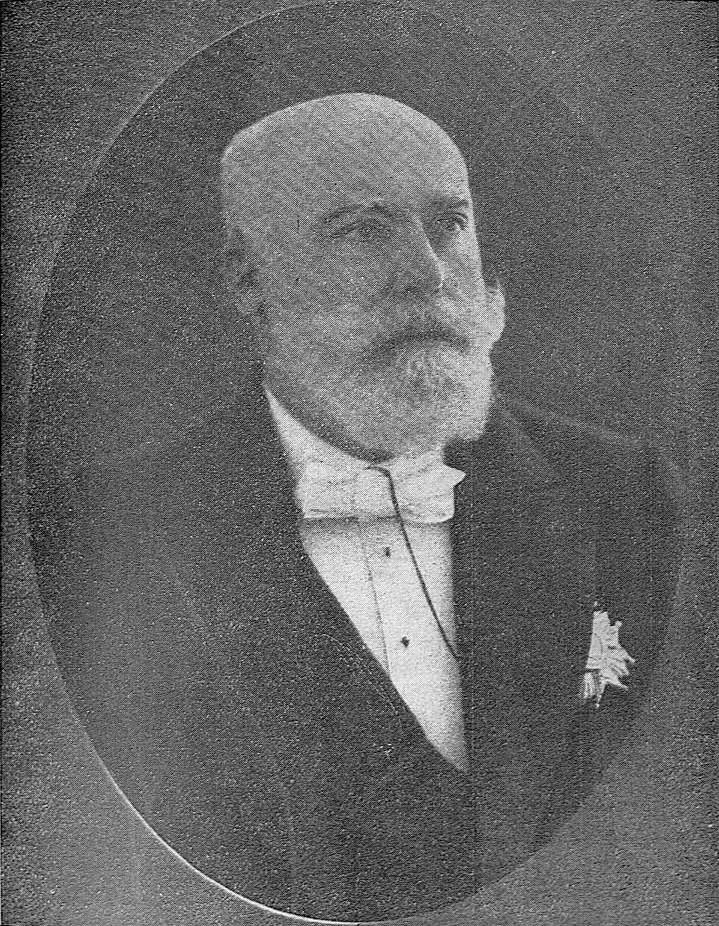
Paul Eyschen

El Gabinet Eyschen va formar el govern de Luxemburg del 22 de setembre de 1888 al 22 d'octubre de 1915. Fou dirigit per Paul Eyschen durant 27 anys fins a la seva mort.

## Composició

### 22 de setembre de 1888 a 26 d'octubre de 1892
- Paul Eyschen: Ministre d'Estat, Cap de govern, Director General d'Afers Exteriors
- Henry Kirpach: Director General de l'Interior
- Mathias Mongenast: Director General de Finances
- Victor Thorn: Director General d'Obres Públiques

### 26 d'octubre de 1892 a 23 de juny de 1896
- Paul Eyschen: Ministre d'Estat, Cap de govern, Director General d'Afers Exteriors provisionalment d'Obres Públiques
- Henry Kirpach: Director General de l'Interior
- Mathias Mongenast: Director General de Finances

### 23 de juny de 1896 a 25 d'octubre de 1905
- Paul Eyschen: Ministre d'Estat, Cap de govern, Director General d'Afers Exteriors (Agricultura)
- Henry Kirpach: Director General de l'Interior (Escoles Primàries)
- Mathias Mongenast: Director General de Finances (Escoles Superior)
- Charles Rischard: Director General d'Obres Públiques

### 25 d'octubre de 1905 a 9 de gener de 1910
- Paul Eyschen: Ministre d'Estat, Cap de govern, Director General d'Afers Exteriors (Agricultura)
- Henry Kirpach: Director General de l'Interior (Escoles Primàries)
- Mathias Mongenast: Director General de Finances (Escoles Superior)
- Charles de Waha: Director General d'Obres Públiques

### 9 de gener de 1910 a 3 de març de 1915
- Paul Eyschen: Ministre d'Estat, Cap de govern, Director General d'Afers Exteriors (Agricultura)
- Mathias Mongenast: Director General de Finances (Escoles Superior)
- Charles de Waha: Director General d'Obres Públiques
- Pierre Braun: Director General de l'Interior (Escoles Primàries)

### 3 de març de 1915 a 12 d'octubre de 1915
- Paul Eyschen: Ministre d'Estat, Cap de govern, Director General d'Afers Exteriors (Cultura, Agricultura)
- Mathias Mongenast: Director General de Finances (Escoles Superior)
- Victor Thorn: Director General de Justícia i Obres Públiques
- Ernest Leclère: Director General de l'Interior (Primaria y Escuelas Normales)